# Harvard Tarn
Harvard Tarn är en sjö i Antarktis. Den ligger i Östantarktis. Nya Zeeland gör anspråk på området. Harvard Tarn ligger 587 meter över havet.